# L'Eggs Four Woman 1977
Il L'Eggs Four Woman 1977 è stato un torneo femminile di tennis giocato sul sintetico indoor. È stata la 3ª edizione del torneo, che fa parte dei Tornei di tennis femminili indipendenti nel 1977. Si è giocato a Tucson negli USA, dal 15 al 16 aprile 1977.

## Campionesse

### Singolare
Chris Evert ha battuto in finale  Martina Navrátilová con il punteggio di 6–3, 7–6(5-3)

### Doppio
- Doppio non disputato